# Pierre Rémond de Montmort

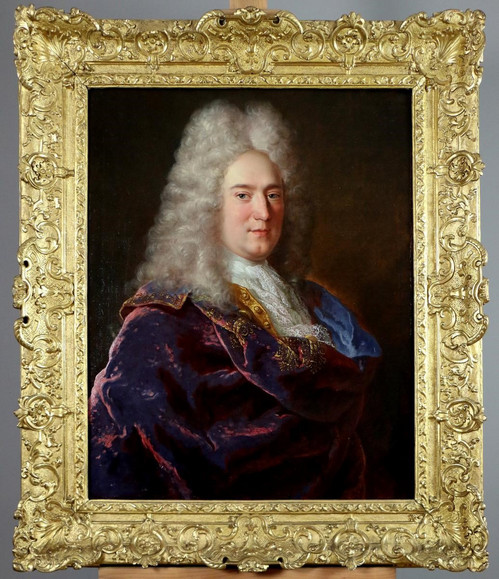
Pierre Rémond de Montmort

Pierre Rémond de Montmort (ur. 27 października 1678 w Paryżu, zm. 7 października 1719 tamże) – francuski matematyk. Początkowo nazywał się Pierre Rémond.

## Życiorys

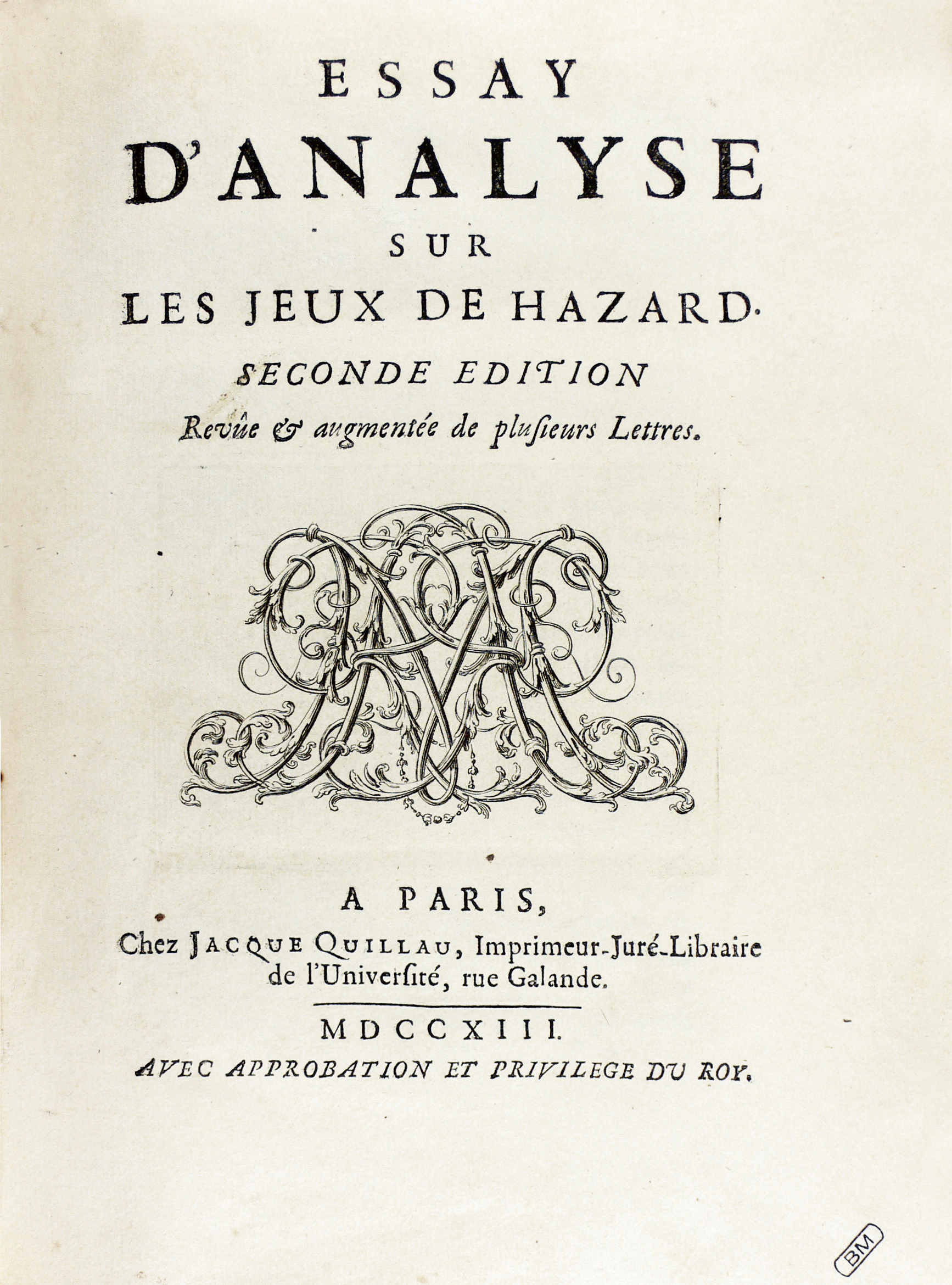
Essay d’analyse sur les jeux de hazard, 1713.

Ojciec Rémonda chciał go zmusić do studiowania prawa; wywołało to bunt syna, który opuścił dom i wyjechał do Anglii, a stamtąd do Niemiec. Do Francji powrócił w roku 1699 i, otrzymawszy po ojcu wielki spadek, zakupił posiadłość ziemską i przyjął nazwisko de Montmort. Utrzymywał przyjazne stosunki z kilkoma wybitnymi matematykami, zwłaszcza Mikołajem Bernoullim (I), który pracował z Rémondem podczas wizyt w jego posiadłości. W 1715, podczas ponownej wizyty w Anglii, Piotr De Montmort został wybrany na członka Royal Society, a w 1716 wszedł w skład Francuskiej Akademii Nauk.
De Montmort jest znany ze względu na autorstwo książki o prawdopodobieństwie i grach losowych; książki, która wprowadziła rozważania kombinatoryczne o tzw. nieporządku. On nadał też imię Pascala jego trójkątowi, pisząc o nim Table de M. Pascal pour les combinaisons (tabela Pana Pascala do kombinacji).
Inny obiekt zainteresowań de Montmorta stanowiły różnice skończone. W 1713 ustalił sumę szeregu skończonego {\displaystyle n} składników postaci:
{\displaystyle na+{\frac {n(n-1)}{1\cdot 2}}\Delta a+{\frac {n(n-1)(n-2)}{1\cdot 2\cdot 3}}\Delta ^{2}a+\dots ,}
gdzie {\displaystyle \Delta } jest operatorem różnicowym w przód; W 1718 twierdzenie to zostało niezależnie odkryte przez Krystiana Goldbacha.

## Publikacje
- de Montmort, P.R. (1708). Essay d’analyse sur les jeux de hazard. Paris: Jacque Quillau. Seconde Edition, Revue & augmentée de plusieurs Lettres. Paris: Jacque Quillau. 1713.